# Land Thüringen (1920–1952)

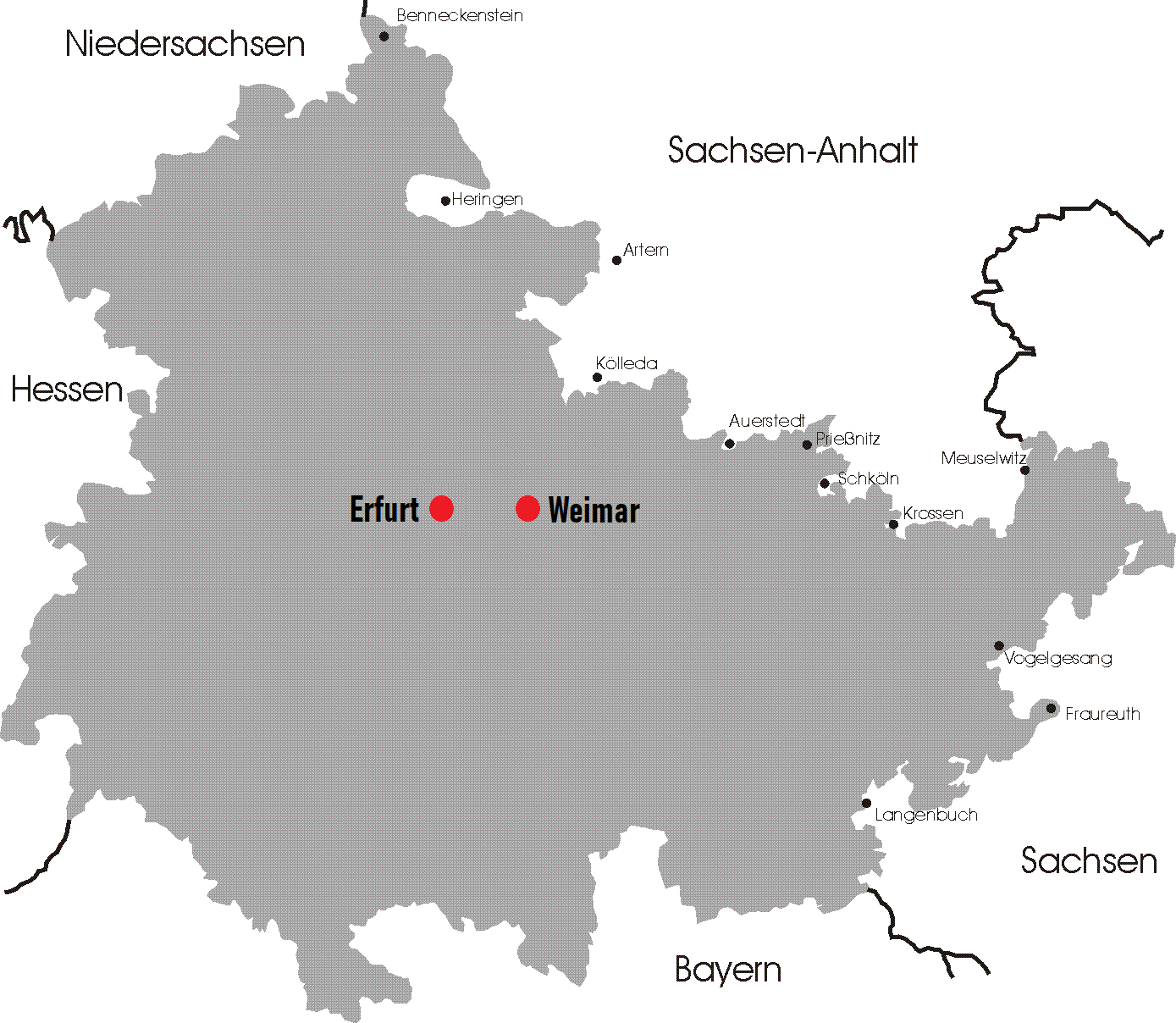
Karte des Landes Thüringen 1945–1952

Das Land Thüringen war ein Land des Deutschen Reiches in der Weimarer Republik und der Zeit des Nationalsozialismus sowie ein Land der Sowjetischen Besatzungszone und der Deutschen Demokratischen Republik. Landeshauptstadt war Weimar, die größte Stadt Gera.
Das Land entstand am 1. Mai 1920 aus einem Zusammenschluss der thüringischen Freistaaten Sachsen-Weimar-Eisenach, Sachsen-Meiningen, Sachsen-Altenburg, Sachsen-Gotha, Schwarzburg-Rudolstadt, Schwarzburg-Sondershausen sowie des Volksstaates Reuß. Der Freistaat Coburg hingegen schloss sich Bayern an. Eine Integration von Gebieten aus dem preußischen Thüringen konnte trotz verschiedener Bestrebungen nicht realisiert werden. Im Thüringer und im nördlichen Fränkischen Raum ging damit die jahrhundertelange Ära starker territorialer Zersplitterung zu Ende.
Mit dem Gesetz über den Neuaufbau des Reichs 1934 wurde das Land gleichgeschaltet, der Gau Thüringen unter Fritz Sauckel spielte politisch die wichtigere Rolle. Das Land wurde nach dem Zweiten Weltkrieg nach kurzer amerikanischer Besatzung Teil der sowjetischen Besatzungszone (SBZ). Es wurde um den preußischen Regierungsbezirk Erfurt auf 15.585 km² vergrößert und erhielt am 20. Dezember 1946 eine neue Verfassung. Mit der Neugliederung der DDR nach Bezirken verlor das Land 1952 seine Funktion. 1958 wurde es endgültig aufgelöst.

## Geschichte

### Gründung
Schon Ende 1918 nahmen die Regierungen der thüringischen Freistaaten, einschließlich des Freistaates Coburg Verhandlungen zu einem Zusammenschluss aller auf, möglichst unter Einschluss der preußischen Gebietsteile. Da der Freistaat Preußen zu keinerlei Gebietsveränderungen bereit war, wurde die Landesgründung im Jahr 1919 als sogenannte „kleinthüringische Lösung“ vorangetrieben.
Im Verlauf der Gründungsverhandlungen äußerten die Landesregierungen von Sachsen-Meiningen und Coburg Bedenken darüber, ob ein Anschluss an das zu bildende Land vorteilhaft sei; denn der eher fränkisch geprägte Bereich südlich des Rennsteigs fühlte sich von jeher sprachlich wie landsmannschaftlich stärker mit den fränkischen Gebieten verbunden, die seit dem Reichsdeputationshauptschluss von 1803 zu Bayern gehören. Die Bedenken Sachsen-Meiningens konnten (unter anderem durch eine Bestandsgarantie für die IHK Sonneberg und für die Landkreise) ausgeräumt werden. Der Freistaat Coburg entschied sich bei einer Volksabstimmung am 30. November 1919 mit 88 Prozent gegen einen Anschluss an Thüringen, worauf am 1. Juli 1920 die Vereinigung mit dem Freistaat Bayern vollzogen wurde.
Durch das Reichsgesetz vom 30. April 1920 (RGBl. I S. 841) wurden die sieben Volks- beziehungsweise Freistaaten, ohne das Gebiet Coburg, schließlich am 1. Mai 1920 zum Land Thüringen mit einer Fläche von 11.763 km² vereint. Das erste Landeswappen hatte sieben Sterne auf rotem Grund, welche die ehemaligen Freistaaten symbolisieren. Hauptstadt wurde Weimar. Die Verfassung des Landes Thüringen, die am 11. März 1921 verabschiedet wurde, und der Gemeinschaftsvertrag von 1919 wurden von dem Jenaer Abgeordneten der DDP, Eduard Rosenthal, entworfen.

### Von 1920 bis 1933

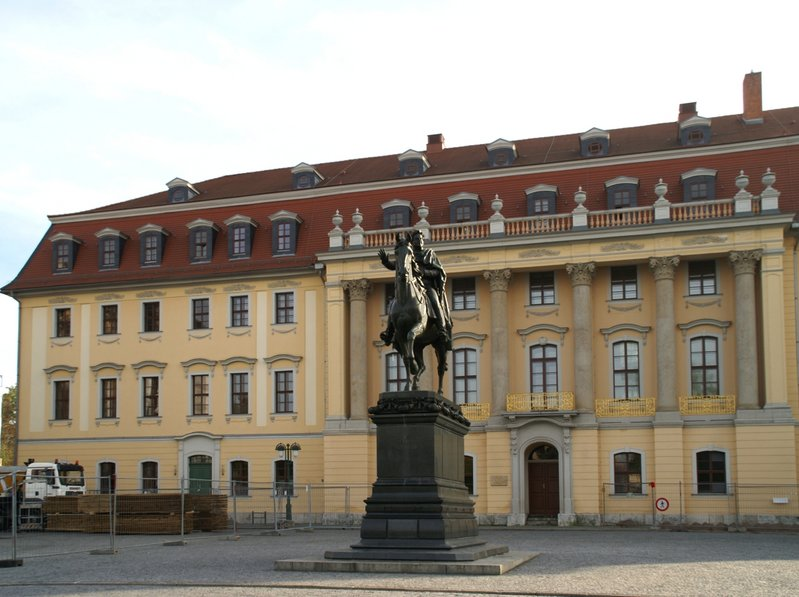
Ehemaliges Landtagsgebäude in Weimar

Auch in Thüringen war die Zeit der Weimarer Republik von politischen Wirren geprägt. Im Oktober 1923 bildeten die Sozialdemokraten unter August Frölich eine Regierung zusammen mit der KPD. Jedoch wurde die „Arbeiterregierung“ kurz darauf durch den Einmarsch der Reichswehr per sogenannter Reichsexekution abgesetzt.
Von Januar 1930 bis April 1931 gab es im Land Thüringen die erste völkisch-nationalsozialistische Regierung in Deutschland, nach ihrem nationalsozialistischen Innenminister Wilhelm Frick als Frick-Regierung bezeichnet, und schon 1932 konnte die NSDAP mit ihrem Gauleiter Fritz Sauckel als Leitendem Staatsminister allein die Regierung im Land bilden.
Das Land wurde nach außen durch den Vorsitzenden des Staatsministeriums vertreten. Dies waren zwischen 1920 und 1945:
- 1920–1921 Arnold Paulssen (DDP)
- 1921–1924 August Frölich (SPD)
- 1924–1928 Richard Leutheußer (DVP)
- 1928–1930 Arnold Paulssen (DDP)
- 1930–1932 Erwin Baum (Landbund)
- 1932–1933 Fritz Sauckel (NSDAP)
- 1933–1945 Willy Marschler (NSDAP)

### Von 1933 bis 1945

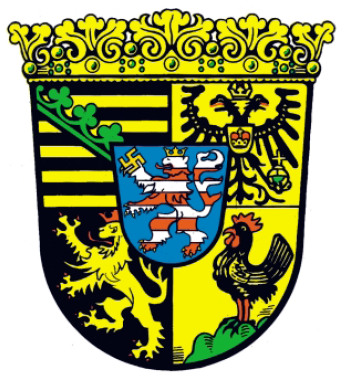
Das von den Nationalsozialisten verliehene Landeswappen

Nach der Machtübertragung an Adolf Hitler Anfang 1933 erfolgte die Gleichschaltung der Länder. Zur Verfolgung der politischen Gegner entstanden die ersten sogenannten Schutzhaftlager in Nohra und Bad Sulza (beide im Landkreis Weimar). Trotz Verfolgung durch den NS-Terrorapparat entwickelte sich in unterschiedlicher Intensität auch der Widerstand gegen den Nationalsozialismus. Der bisherige Ministerpräsident Fritz Sauckel wurde Reichsstatthalter und dessen Nachfolger Willy Marschler (NSDAP). Durch das Gesetz über den Neuaufbau des Reichs vom 30. Januar 1934 verlor das Land Thüringen seine Eigenstaatlichkeit. Die Landeshauptstadt Weimar wurde zur Gauhauptstadt; das „Gauforum Weimar“ nutzt heute das Thüringer Landesverwaltungsamt. Die territoriale Gliederung des NSDAP-Gaues Thüringen orientierte sich an der Gliederung der Reichstagswahlkreise in der Weimarer Republik und umfasste daher auch den Regierungsbezirk Erfurt und den Kreis Herrschaft Schmalkalden, die 1944 dann auch verwaltungsmäßig faktisch an Thüringen angeschlossen wurden (siehe unten, Kapitel #Gebietsänderungen). 1937 entstand das KZ Buchenwald bei Weimar. 1943 kam das Konzentrationslager Dora-Mittelbau im preußischen Regierungsbezirk Erfurt hinzu (zunächst als Nebenlager von Buchenwald und seit 1944 als eigenständiges Lager).
Im Zweiten Weltkrieg war Thüringen weniger als andere Gebiete Deutschlands von Luftangriffen betroffen. Fast völlig zerstört wurden die Städte Nordhausen, damals wie Erfurt zu Preußen gehörend, (aufgrund des dortigen KZ und Rüstungsbetriebes Mittelbau-Dora) und Creuzburg (strategisch wichtige Werraüberquerung); größere Beschädigungen gab es unter anderem in Jena und Gera. Erfurt wurde zu etwa 10 % zerstört.

### Ende des Zweiten Weltkriegs, SBZ und DDR

Land Thüringen in der sowjetischen Besatzungszone und späteren DDR (1945–1952)

Wappen des Landes Thüringen von 1945 bis 1952

Ende März 1945 näherten sich die Westalliierten Thüringen. Trotz des nahen Kriegsendes befahlen NS-Offiziere, den „Trutzgau Thüringen“ bis zum letzten Mann zu verteidigen; die „Werralinie“ westlich von Eisenach sollte unter allen Umständen gehalten werden. Dadurch kam es am 1. April zwischen Treffurt und Gerstungen zu Kämpfen von Volkssturm, Hitler-Jugend und Fronturlaubern gegen die anrückenden US-Truppen, die etwa 350 Todesopfer forderten und bei denen die Kleinstadt Creuzburg zu etwa 85 % zerstört wurde. Damit begann die Einnahme Thüringens; innerhalb von rund zwei Wochen wurde das ganze Land amerikanisch besetzt, wobei es am 6. April noch zu starken Bombenangriffen auf Gera kam.
Ab 16. April stand das Land Thüringen unter amerikanischer Verwaltung. Am 13. Juni 1945 konstituierte sich die Provinz Thüringen unter dem Regierungspräsidenten Hermann Brill, der am 9. Juni 1945 vom Militärregierungsoffizier des VIII. Corps, Colonel Azel F. Hatch, noch vorläufig eingesetzt worden war. Sie umfasste bereits den preußischen Regierungsbezirk Erfurt mit dem Kreis Schmalkalden, dazu jedoch auch sächsische Gebiete um Auerbach, Oelsnitz, Plauen, Reichenbach, Rochlitz und Zwickau. Am 2. und 3. Juli zogen die amerikanischen Truppen ab und vom 2. bis 6. Juli 1945 besetzten sowjetische Truppen Thüringen. Damit war die kurzfristige „Provinz Thüringen“ hinfällig. Am 16. Juli 1945 wurde Rudolf Paul auf Befehl des Marschalls der Sowjetunion, Georgi Konstantinowitsch Schukow, zum Präsidenten des Landes Thüringen ernannt. Dieses Land umfasste das Gebiet des früheren Landes Thüringen ohne den Amtsgerichtsbezirk Ostheim von der Rhön (nun bayerisch), sowie das Gebiet des früheren Regierungsbezirks Erfurt und des Kreises Herrschaft Schmalkalden.
Das neue Land Thüringen war fortan Teil der sowjetischen Besatzungszone (SBZ) und umfasste eine Fläche von 15.585 km².
Der Thüringer Landtag wurde 1946 bei den halbfreien Landtagswahlen gewählt. Erstmals eine Verfassung erhielt das neue Land Thüringen am 20. Dezember 1946. Nach der Gleichschaltung der politischen Parteien zu Blockparteien wurde er bei den unfreien Landtagswahlen in der DDR 1950 nach Einheitslisten bestimmt. Mit der Neugliederung der DDR nach Bezirken verlor das Land 1952 seine Funktion. 1958 wurde es endgültig aufgelöst. Das Gebiet des Landes bildeten nun im Wesentlichen die Bezirke Erfurt, Gera und Suhl.
Landespräsidenten des Landes Thüringen (ab 1947 Ministerpräsidenten) waren ab 1945:
- Hermann Brill (SPD, Juni bis Juli 1945, unter amerikanischer Besatzung)
- Rudolf Paul (DDP/SED, 1945–1947, in den Westen geflohen)
- Werner Eggerath (KPD/SED, 1947–1952)

## Bevölkerung und Städte
Das Land Thüringen war ländlich geprägt. Im September 1922 gab es 91 Städte und 2013 Orte (Gemeindebezirke), hinzu kamen noch 93 unbewohnte Gemarkungen – die meisten im Landkreis Meiningen. Es gab keine Großstädte und, wie die folgende Tabelle zeigt, 22 Mittelstädte, die in den 1930er Jahren mehr als 10.000 Einwohner hatten. Gera war die größte Stadt des Landes. Weimar, die drittgrößte Stadt und ehemals Hauptstadt des größten thüringischen Freistaates Sachsen-Weimar-Eisenach, wurde neue Landeshauptstadt. Die heutige Hauptstadt Erfurt und einige andere größere Städte lagen auf preußischem Gebiet und gehörten dadurch nicht zum Land Thüringen.
| Größte Städte | Fläche (km²) | Einwohnerzahl (Volkszählungsergebnisse) | Einwohnerzahl (Volkszählungsergebnisse) | Einwohnerzahl (Volkszählungsergebnisse) |
| Größte Städte | 1925         | 1925                                    | 1933                                    | 1939                                    |
| Gera          | 47,52        | 81.402                                  | 83.775                                  | 81.931                                  |
| Jena          | 47,17        | 52.649                                  | 58.357                                  | 68.377                                  |
| Weimar        | 37,69        | 45.957                                  | 49.327                                  | 65.916                                  |
| Gotha         | 48,69        | 45.780                                  | 47.848                                  | 51.995                                  |
| Eisenach      | 24,55        | 43.385                                  | 44.695                                  | 50.464                                  |
| Altenburg     | 17,23        | 42.570                                  | 43.736                                  | 44.338                                  |
| Greiz         | 44,18        | 37.490                                  | 39.903                                  | 38.933                                  |
| Apolda        | 16,66        | 25.703                                  | 27.834                                  | 27.936                                  |
| Arnstadt      | 26,93        | 21.693                                  | 22.024                                  | 22.619                                  |
| Sonneberg     | 12,92        | 19.157                                  | 20.083                                  | 20.204                                  |
| Meiningen     | 31,93        | 18.221                                  | 18.833                                  | 19.796                                  |
| Saalfeld      | 24,63        | 17.960                                  | 19.148                                  | 21.980                                  |
| Rudolstadt    | 16,72        | 15.711                                  | 16.863                                  | 18.222                                  |
| Pößneck       | 14,78        | 14.625                                  | 15.712                                  | 16.045                                  |
| Zella-Mehlis  | 26,80        | 14.423                                  | 14.100                                  | 16.363                                  |
| Ilmenau       | 10,75        | 13.612                                  | 14.258                                  | 16.306                                  |
| Schmölln      | 16,57        | 13.475                                  | 13.928                                  | 13.020                                  |
| Meuselwitz    | 10,69        | 11.571                                  | 11.050                                  | 10.660                                  |
| Eisenberg     | 14,92        | 11.317                                  | 11.371                                  | 11.103                                  |
| Zeulenroda    | 14,50        | 11.047                                  | 12.247                                  | 12.481                                  |
| Weida         | 12,54        | 10.040                                  | 11.040                                  | 11.150                                  |
| Sondershausen | 17,34        | 09.978                                  | 10.677                                  | 10.907                                  |

## Verwaltungsgliederung
Mit dem Gesetz über die Verwaltung der ehemaligen thüringischen Länder in der Übergangszeit (Übergangsgesetz) vom 9. Dezember 1920 wurden die sieben ehemaligen thüringischen Freistaaten in selbstverwaltete Kommunalverbände höherer Ordnung umgewandelt. Sie wurden fortan als „Gebiete“ bezeichnet und hatten jeweils eine Gebietsvertretung und eine Gebietsregierung, der allgemeine staatliche Verwaltungsaufgaben übertragen waren. Die Zuständigkeiten der Gebiete wurden durch eine Reihe von Gesetzen Schritt für Schritt an das Land abgetreten: zunächst am 15. März 1921 die Kreis- und Gemeindeaufsicht, dann die Forstaufsicht (Mai 1921), das Straßenwesen (Juni 1921), Gewerbe-, Verkehrs- und Gesundheitswesen sowie Bergbau (Juli 1921), Polizei, Ein- und Auswanderung (August 1921), das staatliche Hochbauwesen (September 1921), die Justizverwaltung (Oktober 1921), das Schulwesen (März 1922), die Staatsgüter (Oktober 1922) und zuletzt am 1. Februar 1923 das Kataster- und Vermessungswesen. Zum 31. März 1923 wurden die Gebiete als höhere Kommunalverbände abgeschafft. Auch in der Verfassung war der besondere Status der früheren Fürstentümer festgeschrieben. Gemäß § 71 musste in den ersten 15 Jahren nach dem Inkrafttreten der Verfassung jeder der Vorgängerstaaten mit einem Mitglied in der Landesregierung vertreten sein. Für die Gebiete, aus denen kein Minister kam, wurde jeweils ein Staatsrat (Minister ohne Geschäftsbereich) ernannt.
Im Oktober 1922 wurde eine Gebietsreform durchgeführt, bei der 10 Stadt- und 16 Landkreise (einschließlich der Kreisabteilung Camburg) gebildet wurden. Die Kreise gliederten sich in Orte (Gemeindebezirke und unbewohnte Gemarkungen); zusammengefasst wurden sie in Amtsgerichtsbezirken, deren Zuordnung zu den einzelnen Kreisen im rechten Teil der nachfolgenden Tabelle ersichtlich ist. Die genannten Einwohnerzahlen beziehen sich auf den 16. Juni 1925, als die erste Volkszählung nach der Schaffung des Landes Thüringen stattfand.
| Stadtkreis/ Landkreis     | Anzahl der Orte (Gemeindebezirke) | Bevölkerung am 16. Juni 1925 | Amtsgerichtsbezirk/ Abteilung | Anzahl der Orte (Gemeindebezirke) | Gerichtsein- gesessene (Bevölkerung) |
| Stkr. Altenburg           | 0.001                             | 0.042.570                    | Altenburg                     | 0.125                             | 0.080.738                            |
| Lkr. Altenburg            | 0.190                             | 0.095.547                    | Altenburg                     | 0.125                             | 0.080.738                            |
| Lkr. Altenburg            | 0.190                             | 0.095.547                    | Meuselwitz                    | 0.021                             | 0.027.389                            |
| Lkr. Altenburg            | 0.190                             | 0.095.547                    | Schmölln                      | 0.045                             | 0.029.990                            |
| Stkr. Arnstadt            | 0.001                             | 0.021.693                    | Arnstadt                      | 0.043                             | 0.048.217                            |
| Lkr. Arnstadt             | 0.098                             | 0.088.292                    | Arnstadt                      | 0.043                             | 0.048.217                            |
| Lkr. Arnstadt             | 0.098                             | 0.088.292                    | Gehren                        | 0.015                             | 0.022.150                            |
| Lkr. Arnstadt             | 0.098                             | 0.088.292                    | Ilmenau                       | 0.017                             | 0.029.763                            |
| Lkr. Arnstadt             | 0.098                             | 0.088.292                    | Stadtilm                      | 0.024                             | 0.009.855                            |
| Kreisabteilung Camburg ¹) | 0.044                             | 0.009.771                    | Camburg                       | 0.044                             | 0.009.771                            |
| Stkr. Eisenach            | 0.001                             | 0.043.385                    | Eisenach                      | 0.052                             | 0.070.376                            |
| Lkr. Eisenach             | 0.157                             | 0.096.525                    | Eisenach                      | 0.052                             | 0.070.376                            |
| Lkr. Eisenach             | 0.157                             | 0.096.525                    | Geisa                         | 0.023                             | 0.007.437                            |
| Lkr. Eisenach             | 0.157                             | 0.096.525                    | Gerstungen                    | 0.020                             | 0.012.237                            |
| Lkr. Eisenach             | 0.157                             | 0.096.525                    | Kaltennordheim                | 0.022                             | 0.010.425                            |
| Lkr. Eisenach             | 0.157                             | 0.096.525                    | Stadtlengsfeld                | 0.014                             | 0.009.509                            |
| Lkr. Eisenach             | 0.157                             | 0.096.525                    | Thal-Heiligenstein            | 0.010                             | 0.012.434                            |
| Lkr. Eisenach             | 0.157                             | 0.096.525                    | Vacha                         | 0.017                             | 0.017.492                            |
| Stkr. Gera                | 0.001                             | 0.081.402                    | Gera                          | 0.065                             | 0.104.905                            |
| Lkr. Gera                 | 0.210                             | 0.088.345                    | Gera                          | 0.065                             | 0.104.905                            |
| Lkr. Gera                 | 0.210                             | 0.088.345                    | Neustadt a. d. O.             | 0.039                             | 0.017.986                            |
| Lkr. Gera                 | 0.210                             | 0.088.345                    | Abtlg. Auma                   | 0.015                             | 0.004.755                            |
| Lkr. Gera                 | 0.210                             | 0.088.345                    | Ronneburg                     | 0.045                             | 0.020.009                            |
| Lkr. Gera                 | 0.210                             | 0.088.345                    | Weida                         | 0.047                             | 0.022.092                            |
| Stkr. Gotha               | 0.001                             | 0.045.780                    | Gotha                         | 0.052                             | 0.079.741                            |
| Lkr. Gotha                | 0.104                             | 0.104.178                    | Gotha                         | 0.052                             | 0.079.741                            |
| Lkr. Gotha                | 0.104                             | 0.104.178                    | Gräfentonna                   | 0.012                             | 0.010.585                            |
| Lkr. Gotha                | 0.104                             | 0.104.178                    | Ohrdruf                       | 0.016                             | 0.025.750                            |
| Lkr. Gotha                | 0.104                             | 0.104.178                    | Waltershausen                 | 0.024                             | 0.032.634                            |
| Lkr. Gotha                | 0.104                             | 0.104.178                    | Zella-Mehlis                  | 0.002                             | 0.015.671                            |
| Stkr. Zella-Mehlis        | 0.001                             | 0.014.423                    | Zella-Mehlis                  | 0.002                             | 0.015.671                            |
| Stkr. Greiz               | 0.001                             | 0.037.490                    | Greiz                         | 0.052                             | 0.061.548                            |
| Lkr. Greiz                | 0.085                             | 0.050.802                    | Greiz                         | 0.052                             | 0.061.548                            |
| Lkr. Greiz                | 0.085                             | 0.050.802                    | Zeulenroda                    | 0.034                             | 0.026.744                            |
| Lkr. Hildburghausen       | 0.108                             | 0.060.239                    | Eisfeld                       | 0.034                             | 0.020.245                            |
| Lkr. Hildburghausen       | 0.108                             | 0.060.239                    | Heldburg                      | 0.019                             | 0.007.054                            |
| Lkr. Hildburghausen       | 0.108                             | 0.060.239                    | Hildburghausen                | 0.024                             | 0.016.724                            |
| Lkr. Hildburghausen       | 0.108                             | 0.060.239                    | Abtlg. Themar                 | 0.015                             | 0.007.956                            |
| Lkr. Hildburghausen       | 0.108                             | 0.060.239                    | Römhild                       | 0.016                             | 0.008.260                            |
| Lkr. Meiningen            | 0.098                             | 0.084.750                    | Meiningen                     | 0.044                             | 0.039.044                            |
| Lkr. Meiningen            | 0.098                             | 0.084.750                    | Ostheim v. d. Rhön            | 0.007                             | 0.005.097                            |
| Lkr. Meiningen            | 0.098                             | 0.084.750                    | Bad Salzungen                 | 0.028                             | 0.027.966                            |
| Lkr. Meiningen            | 0.098                             | 0.084.750                    | Wasungen                      | 0.019                             | 0.012.643                            |
| Lkr. Rudolstadt           | 0.105                             | 0.065.693                    | Königsee                      | 0.031                             | 0.015.382                            |
| Lkr. Rudolstadt           | 0.105                             | 0.065.693                    | Oberweißbach                  | 0.012                             | 0.014.971                            |
| Lkr. Rudolstadt           | 0.105                             | 0.065.693                    | Rudolstadt                    | 0.062                             | 0.035.340                            |
| Lkr. Saalfeld             | 0.118                             | 0.073.664                    | Gräfenthal                    | 0.034                             | 0.020.120                            |
| Lkr. Saalfeld             | 0.118                             | 0.073.664                    | Pößneck                       | 0.019                             | 0.019.166                            |
| Lkr. Saalfeld             | 0.118                             | 0.073.664                    | Saalfeld                      | 0.042                             | 0.028.855                            |
| Lkr. Saalfeld             | 0.118                             | 0.073.664                    | Abtlg. Leutenberg             | 0.023                             | 0.005.523                            |
| Lkr. Schleiz              | 0.097                             | 0.048.482                    | Hirschberg                    | 0.018                             | 0.007.993                            |
| Lkr. Schleiz              | 0.097                             | 0.048.482                    | Lobenstein                    | 0.034                             | 0.019.547                            |
| Lkr. Schleiz              | 0.097                             | 0.048.482                    | Schleiz                       | 0.045                             | 0.020.942                            |
| Lkr. Sondershausen        | 0.071                             | 0.072.164                    | Ebeleben                      | 0.025                             | 0.014.817                            |
| Lkr. Sondershausen        | 0.071                             | 0.072.164                    | Abtlg. Schlotheim             | 0.006                             | 0.007.493                            |
| Lkr. Sondershausen        | 0.071                             | 0.072.164                    | Frankenhausen                 | 0.013                             | 0.018.620                            |
| Lkr. Sondershausen        | 0.071                             | 0.072.164                    | Greußen                       | 0.014                             | 0.009.475                            |
| Lkr. Sondershausen        | 0.071                             | 0.072.164                    | Sondershausen                 | 0.013                             | 0.021.759                            |
| Lkr. Sonneberg            | 0.056                             | 0.079.896                    | Schalkau                      | 0.019                             | 0.008.878                            |
| Lkr. Sonneberg            | 0.056                             | 0.079.896                    | Sonneberg                     | 0.030                             | 0.046.254                            |
| Lkr. Sonneberg            | 0.056                             | 0.079.896                    | Steinach                      | 0.007                             | 0.024.764                            |
| Lkr. Stadtroda ²)         | 0.195                             | 0.077.098                    | Eisenberg                     | 0.039                             | 0.022.473                            |
| Lkr. Stadtroda ²)         | 0.195                             | 0.077.098                    | Kahla                         | 0.040                             | 0.016.583                            |
| Lkr. Stadtroda ²)         | 0.195                             | 0.077.098                    | Stadtroda                     | 0.055                             | 0.020.128                            |
| Lkr. Stadtroda ²)         | 0.195                             | 0.077.098                    | Jena                          | 0.062                             | 0.070.563                            |
| Stkr. Jena                | 0.001                             | 0.052.649                    | Jena                          | 0.062                             | 0.070.563                            |
| Stkr. Weimar              | 0.001                             | 0.045.957                    | Weimar                        | 0.049                             | 0.061.792                            |
| Lkr. Weimar               | 0.208                             | 0.102.802                    | Weimar                        | 0.049                             | 0.061.792                            |
| Lkr. Weimar               | 0.208                             | 0.102.802                    | Allstedt                      | 0.011                             | 0.009.023                            |
| Lkr. Weimar               | 0.208                             | 0.102.802                    | Blankenhain                   | 0.041                             | 0.017.958                            |
| Lkr. Weimar               | 0.208                             | 0.102.802                    | Buttstädt                     | 0.029                             | 0.017.834                            |
| Lkr. Weimar               | 0.208                             | 0.102.802                    | Großrudestedt                 | 0.021                             | 0.014.814                            |
| Lkr. Weimar               | 0.208                             | 0.102.802                    | Vieselbach                    | 0.025                             | 0.009.427                            |
| Lkr. Weimar               | 0.208                             | 0.102.802                    | Apolda                        | 0.034                             | 0.043.614                            |
| Stkr. Apolda              | 0.001                             | 0.025.703                    | Apolda                        | 0.034                             | 0.043.614                            |
| Land Thüringen            | 1.954                             | 1.609.300                    | Land Thüringen                | 1.954                             | 1.609.300                            |

¹) Per Landesgesetz vom 16. März 1939 wurde die Kreisabteilung Camburg am 1. April 1939 dem Landkreis Stadtroda eingegliedert.

²) Der Landkreis Stadtroda hieß noch 1922 Jena-Roda (Quelle: Die neue Kreiseinteilung des Landes Thüringen vom Jahre 1922)

## Gebietsänderungen
1928 erfolgten ein Gebietsaustausch und eine Grenzbereinigung zwischen dem Freistaat Sachsen und dem Land Thüringen. Insgesamt kamen 1778 Hektar mit 2900 Einwohnern zu Thüringen (vor allem im südlichen Umland von Gera; u. a. die Gemeinden Bocka, Liebschwitz, Rückersdorf, Thonhausen) und 1115 Hektar mit 4890 Einwohnern zu Sachsen (vor allem im Umland von Crimmitschau und Limbach-Oberfrohna; u. a. die Gemeinden Rußdorf und Waldsachsen).
Am 1. April 1944 wurde der zur aufgelösten preußischen Provinz Hessen-Nassau gehörige Landkreis Herrschaft Schmalkalden in den Regierungsbezirk Erfurt und die preußische Provinz Sachsen umgegliedert. Im Rahmen der Aufgliederung der Provinz Sachsen wurde der Regierungsbezirk dem Reichsstatthalter in Thüringen in Funktion als Oberpräsident unterstellt. Staatsrechtlich änderte sich damit nichts an der Zugehörigkeit des Regierungsbezirkes zu Preußen.
Der achte Stern im heutigen Wappen Thüringens – ein Löwe auf blauem Grund – symbolisiert diese schließlich Ende 1945 rechtswirksam angeschlossenen preußischen Gebiete.

## Wappen
Das Landeswappen geht auf ein Gesetz des Landtags vom 7. April 1921 zurück. Das Wappen zeigt sieben silberne Sterne auf rotem Grund; die Sterne stehen für die sieben Einzelstaaten, aus denen Thüringen 1920 gebildet wurde.
1933 erhielt das Land unter der nationalsozialistischen Regierung ein neues Wappen, da die Sterne allzu sehr an den jüdischen Davidsstern erinnerten. Das von den Nationalsozialisten verliehene Landeswappen zeigte einen Bunten Löwen in der Mitte (Symbol der Landgrafen von Thüringen) mit dem Hakenkreuz in der rechten Pfote; oben waren der sächsische Rautenkranz (Symbol der Ernestinischen Gebiete) und der Schwarzburger Adler zu sehen. Unten waren der reußische Löwe und die Henne der Henneberger abgebildet. Dieses Wappen wurde von 1933 bis 1945 verwendet. Als Kleines Staatswappen wurde von Behörden nur der Herzschild geführt. Gestaltet wurde das Wappen von dem Altenburger Maler Ernst Müller-Gräfe. Wegen seiner Symbole wurde es auch als „Thüringer Tiergarten“ verspottet.
Nach dem Zweiten Weltkrieg wurde ein goldener Löwe auf rotem Grund verwendet. Der Löwe war von acht silbernen Sternen umgeben, welche die acht Landesteile einschließlich der 1945 in Thüringen eingegliederten preußischen Gebiete symbolisierten. Die Sterne als Zeichen der Einheit des Landes sind bis heute im Landeswappen erhalten.

## Flagge
Die Große Staatsflagge trägt die Landesfarben weiß-rot und zeigt im weißen Streifen links noch besonders das Landeswappen (Verordnung vom 25. April 1922, Abschnitt III Absatz 2).
Die Landesfarben sind weiß-rot (Gesetz vom 7. April 1921, § 2).